# Hořejší Kunčice
Vesnice Hořejší Kunčice (1869–1950 pouze Kunčice, něm. Kunzendorf) je část obce obce Jakartovice, nacházející se v okrese Opava, v Moravskoslezském kraji. Vedle Hořejších Kunčic zahrnuje část obce také téměř zaniklé osady Kerhartice, Medlice a Moravskou Hartu, které svojí povahou odpovídají neevidovaným místním částem.

## Název
Místní název byl původně pojmenováním obyvatel vsi, na počátku znělo Kunčici, jeho základem bylo osobní jméno Kunek, Kunec nebo Kunče (ve starší podobě Kunča), což byly domácké podoby jména Kunrát. Význam obyvatelského jména byl "Kunkovi/Kuncovi/Kunčovi lidé". Základem německé podoby jména, Kunzendorf, bylo osobní jméno Kunz, domácká podoba jména Konrat. Přívlastek Hořejší byl dán roku 1950 na odlišení od Dolejších Kunčic.

## Historie
První písemná zmínka pochází z roku 1403. Roku 1769 byl postaven kostel Panny Marie, který však roku 1961 vyhořel. Roku 1960 byly k obci připojeny Kerhartice a Medlice s osadou Moravská Harta. Kerhartice a Medlice téměř zanikly po výstavbě vodní nádrže Kružberk. V roce 1974 byly Hořejší Kunčice s Kerharticemi a Medlicemi připojeny k Jakartovicím.

## Pamětihodnosti
- Zbytky gotického hradu Medlice na levém břehu vodní nádrže Kružberk

## Galerie

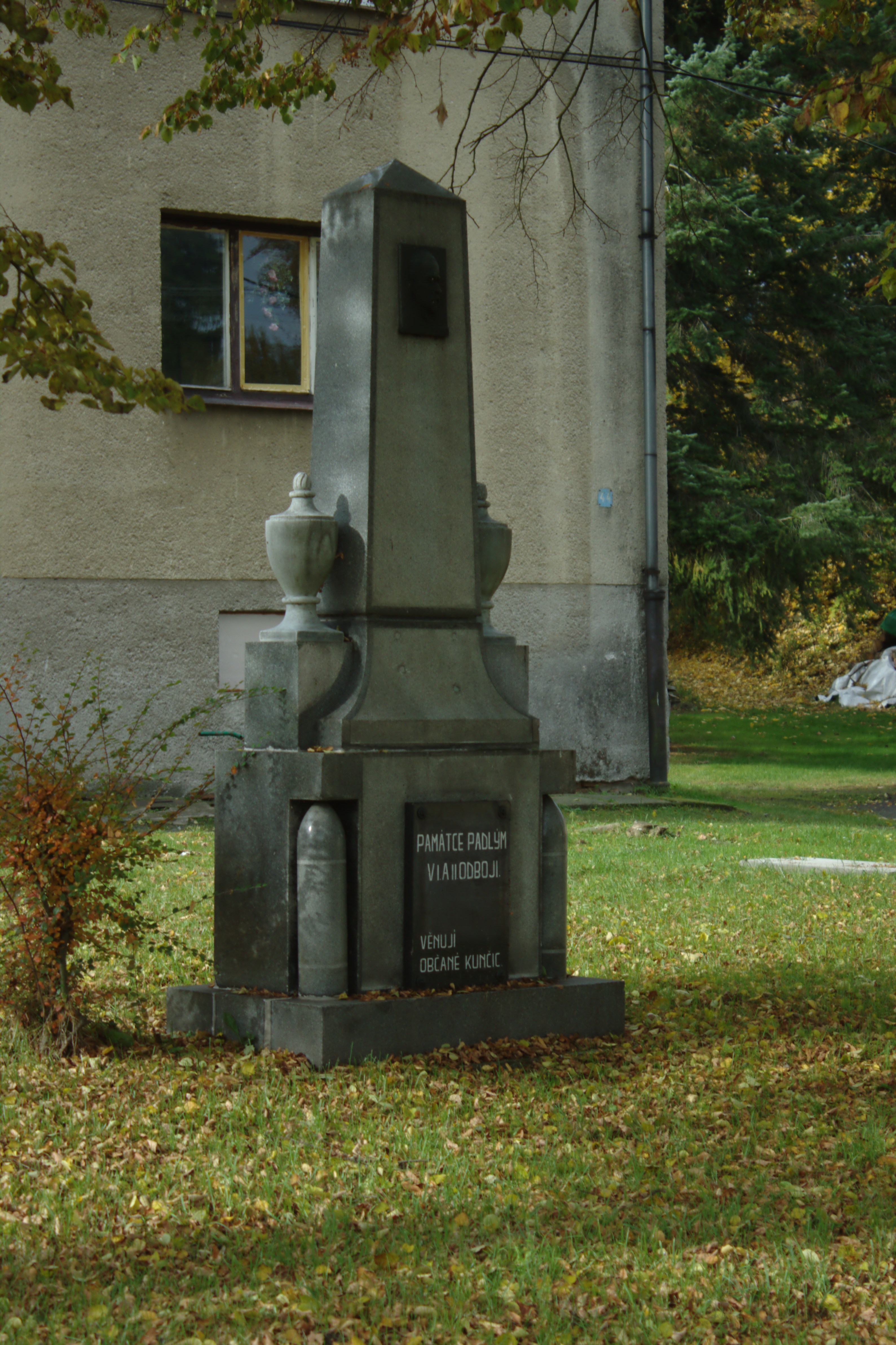
Pomník
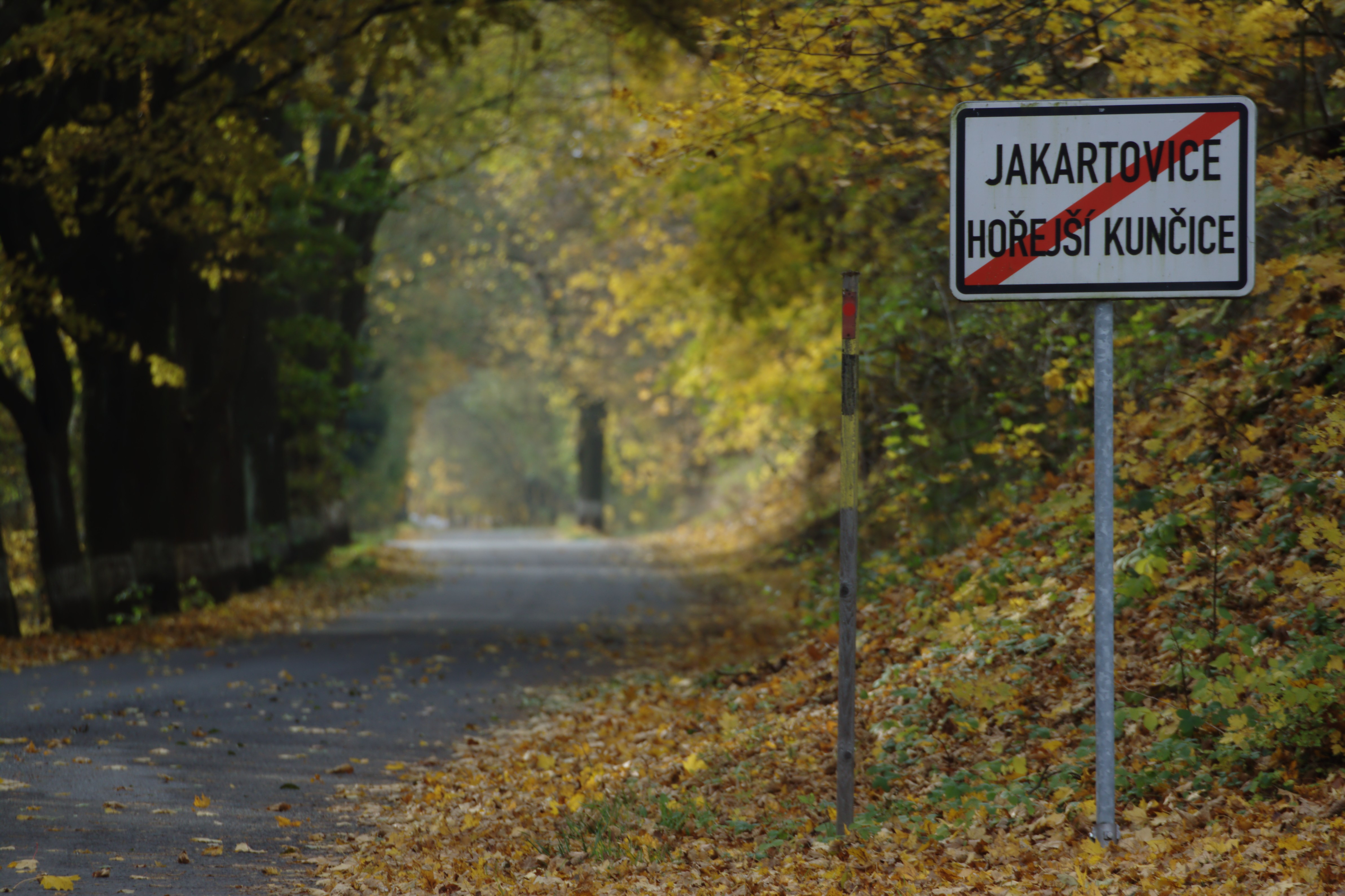
Konec vsi
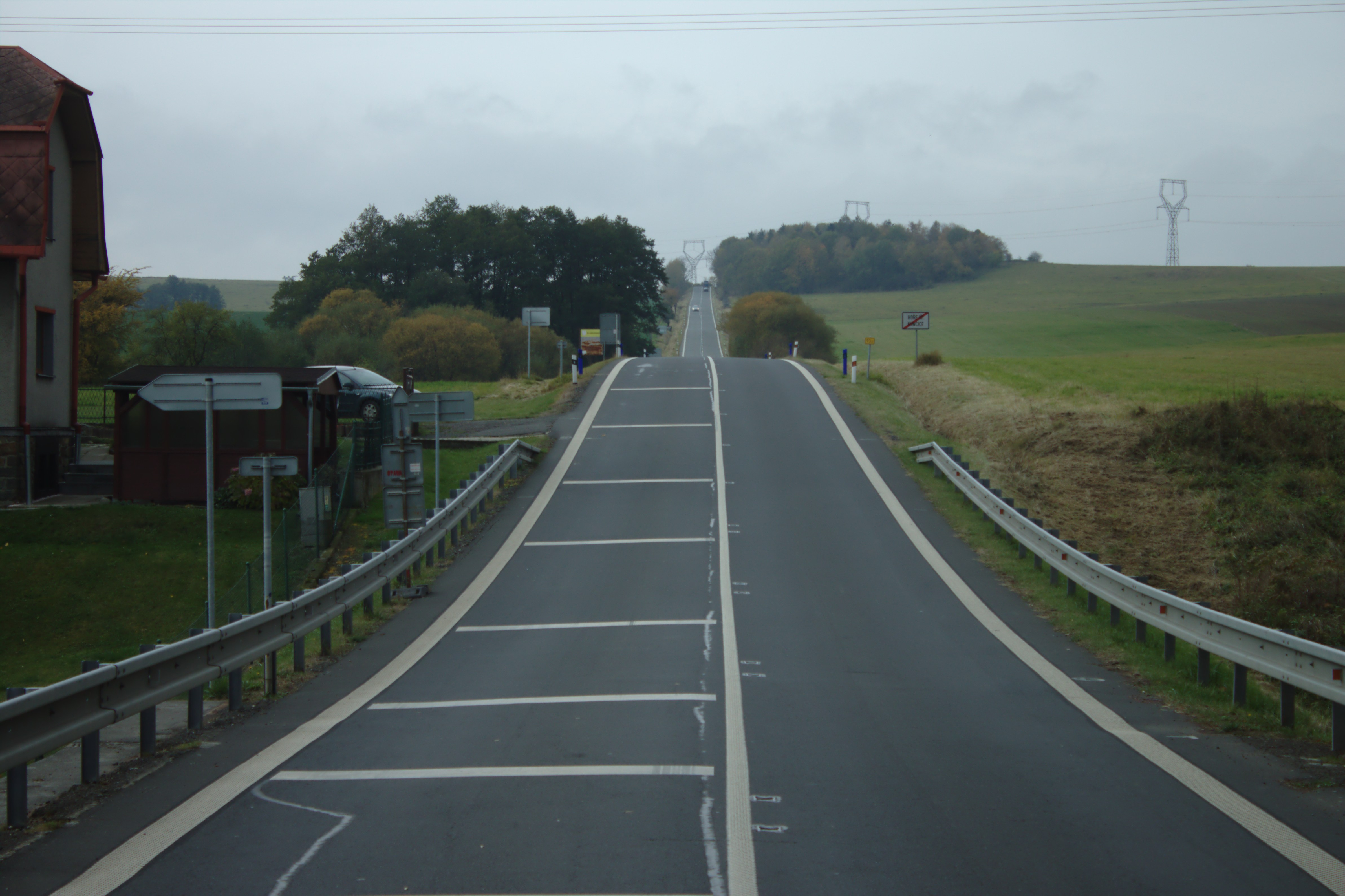
Hlavní silnice